# Uvaria calamistrata
Uvaria calamistrata là loài thực vật có hoa thuộc họ Na. Loài này được Hance miêu tả khoa học đầu tiên năm 1882.